# Dokico
Dokico ist ein 2022 gestarteter Kleinverlag aus Kronau, der sich auf die Veröffentlichung japanischer Light-Novel- und Mangaserien spezialisiert hat.
Gründer des Unternehmens ist Maximilian Gottselig, einem Initiatoren des im Jahr 2020 gestarteten Onlinenachrichtenportals Manga Passion. Die erste Lizenz des Verlages ist die Romcom-Light-Novel-Reihe Asahina-sans Bento von Naoki Yosuhi.

## Logo und Name
Der Name des Verlages ist eine Zusammensetzung des japanischen Onomatopoetikums Doki Doki (ドキドキ, Lautmalerei für das Geräusch des Herzklopfens) und dem englischen Wort Comedy.
Das Logo, welches eine Welle und den Namen des Verlags in Katakana ausgeschrieben zeigt, wurde in Zusammenarbeit mit dem Mangaka Hiroji Mishima, der für die Manga-Umsetzung von Highschool D×D bekannt wurde, angefertigt. Das Unternehmensmaskottchen Tomomi (朋実), das auf Merchandising-Artikeln des Verlages zu sehen ist, entstand in der Zusammenarbeit mit dem Illustratoren Shimano.

## Konzept
Dokico ist Deutschlands erster Verlag, der sich auf die Publikation japanischer Light Novels spezialisiert hat. Der Verlag veröffentlicht überwiegend Werke aus den Richtungen Comedy, Romantische Komödie und Shōjo, wobei inzwischen auch Werke aus anderen Genres der japanischen Populärliteratur verlegt werden.
Der Verlag beteiligt pro Webshop-Verkauf eines Titels den jeweiligen Übersetzer am Gewinn. Laut einem Interview mit dem Animespiegel zur Unternehmensgründung erklärte Maximilian Gottselig, dass es ihm besonders wichtig sei, nicht nur Bestseller zusätzlich zu entlohnen, sondern die Arbeit an sich.
Die Verkaufspreise der Veröffentlichungen des Verlages richten sich an normalen Büchern bzw. Romanen. Die Werke werden meist im Großformat veröffentlicht. Zudem ist für jede lizenzierte Serie mindestens eine limitierte Ausgabe eingeplant.
Am 21. Februar 2025 wurde mit Yurico ein neues Label von Dokico angekündigt, welches sich auf Werke des Yuri-Genres spezialisiert. Erste Werke, die über dieses Label erscheinen, sind I'm in Love With the Villainess, Tränen des Homunkulus, Roll over and Die und Lass mich dich flicken.

## Programm (Auswahl)
| Light-Novels - 7th Time Loop von Tōko Amekawa - Arifureta – Der Kampf zurück in meine Welt von Ryo Shirakome - Asahina-sans Bento von Naoki Yosuhi - The Ashes of My Flesh and Blood is the Vast Flowing Galaxy von Yuyuko Takemiya - Aus der Zaubergilde verstoßen – Mein Neuanfang als königliche Hofmagierin von Shusui Hazuki - Die wiederauferstandene Braut und der grausame Prinz von Tōko Amekawa - Fly with Me in the Endless Sky von Sanichi Sakae - The Holy Grail of Eris von Kujira Tokiwa - My Dreamy Realist von Okemaru - Nobody Dies a Virgin, Life Fucks All von Ryota Aoi - The World Has Been Saved, but I Picked up a Girl with Amnesia von Ryuryu | Mangaserien - 7th Time Loop von Hinoki Kino - The Angel Next Door Spoils Me Rotten von Wan Shibata - The Dangers in My Heart von Norio Sakurai - The Girl I Like Forgot Her Glasses von Kōme Fujichika - Reborn to Master the Blade von Moto Kuromura |